# Liste der Außenminister Luxemburgs
Dies ist eine Liste der Außenminister Luxemburgs seit 1848.
Zum Ministerium siehe Ministerium für auswärtige und europäische Angelegenheiten Luxemburg.
| Name                                   | Anfang             | Ende               | Partei       |
| -------------------------------------- | ------------------ | ------------------ | ------------ |
| Gaspard Théodore Ignace de la Fontaine | 1. August 1848     | 2. Dezember 1848   |              |
| Jean-Jacques Willmar                   | 2. Dezember 1848   | 23. September 1853 |              |
| Charles-Mathias Simons                 | 23. September 1853 | 26. September 1860 |              |
| Victor de Tornaco                      | 26. September 1860 | 3. Dezember 1867   |              |
| Emmanuel Servais                       | 3. Dezember 1867   | 26. Dezember 1874  |              |
| Félix de Blochausen                    | 26. Dezember 1874  | 20. Februar 1885   |              |
| Édouard Thilges                        | 20. Februar 1885   | 22. September 1888 |              |
| Paul Eyschen                           | 22. September 1888 | 11. Oktober 1915   |              |
| Mathias Mongenast                      | 12. Oktober 1915   | 6. November 1915   |              |
| Hubert Loutsch                         | 6. November 1915   | 24. Februar 1916   |              |
| Victor Thorn                           | 24. Februar 1916   | 19. Juni 1917      |              |
| Léon Kauffman                          | 19. Juni 1917      | 28. September 1918 | PD           |
| Émile Reuter                           | 28. September 1918 | 20. März 1925      | PD           |
| Pierre Prüm                            | 20. März 1925      | 16. Juli 1926      | PNI          |
| Joseph Bech                            | 16. Juli 1926      | 2. März 1959       | PD; 1944 CSV |
| Eugène Schaus                          | 2. März 1959       | 15. Juli 1964      | DP           |
| Pierre Werner                          | 15. Juli 1964      | 3. Januar 1967     | CSV          |
| Pierre Grégoire                        | 3. Januar 1967     | 6. Februar 1969    | CSV          |
| Gaston Thorn                           | 6. Februar 1969    | 22. November 1980  | DP           |
| Colette Flesch                         | 22. November 1980  | 20. Juli 1984      | DP           |
| Jacques Poos                           | 20. Juli 1984      | 7. August 1999     | LSAP         |
| Lydie Polfer                           | 7. August 1999     | 20. Juli 2004      | DP           |
| Charles Goerens                        | 20. Juli 2004      | 31. Juli 2004      | DP           |
| Jean Asselborn                         | 31. Juli 2004      | 17. November 2023  | LSAP         |
| Xavier Bettel                          | 17. November 2023  | im Amt             | DP           |